# أندرياس صموئيل كريبز
أندرياس صموئيل كريبز (بالنرويجية البوكمول: Andreas Samuel Krebs)‏ هو ضابط نرويجي، ولد في 10 مارس 1766 في تندر ‏ في الدنمارك، وتوفي في 28 مارس 1818 في كريستيانية في النرويج.